# Moulins, Allier
Moulins là tỉnh lỵ của tỉnh Allier, thuộc vùng hành chính Auvergne-Rhône-Alpes của nước Pháp, có dân số là 21.892 người (thời điểm 1999). Thành phố tự xưng là Ville d'Art et d'Histoire vì có lịch sử lâu đời, đã từng là nơi ngự trị của các công tước Bourbon.

## Lịch sử
Trước cuộc cách mạng Pháp, Moulins là thủ phủ của tỉnh Bourbonnais và là ghế của các vị vua của Bourbon. Nó xuất hiện trong tài liệu ghi lại ít nhất là trở lại như năm 990. Năm 1232, Archambaud VIII, Sire de Bourbon đã cấp một nhượng quyền thương mại cho người dân làng.
Thị xã đã đạt được thành công lớn trong năm 1327, khi Charles IV nâng cấp Louis I de Clermont cho Công tước Bourbon. Hoặc là Louis hay Peter II, Công tước Bourbon và Auvergne đã chuyển thủ đô của tỉnh từ Bourbon-l'Archambault tới Moulins.
Vào tháng 2 năm 1566, nó đã trở thành đồng bằng với Edict of Mills, một sắc lệnh quan trọng của hoàng gia liên quan đến nhiều khía cạnh của việc quản lý công lý và đặc quyền phong kiến và giáo hội, bao gồm các giới hạn về các tổ chức của các hoàng tử Pháp, bãi bỏ chế độ đòi quyền đòi bồi thường Bởi những người tuần hành trên những người phụ thuộc của họ, và các điều khoản cho một hệ thống nhượng bộ trên các con sông.
Đây là nơi sinh của nhà hát nghệ thuật và nhà sưu tập nghệ thuật nổi tiếng thế kỷ 19 Jean-Baptiste Faure. Vào thế kỷ 20, Coco Chanel đi học ở Moulins như một đứa trẻ mồ côi, trước khi chuyển đến Paris, nơi bà trở thành nhà thiết kế thời trang và là nhà sáng tạo lớn trong trang phục nữ.

## Nhân khẩu học
| 1882   | 1962   | 1968   | 1975   | 1982   | 1990   | 1999   |
| ------ | ------ | ------ | ------ | ------ | ------ | ------ |
| 21.774 | 23.909 | 25.979 | 26.067 | 25.159 | 22.799 | 21.892 |

## Các thành phố kết nghĩa
- Bad Vilbel, Đức
- Montepulciano, Ý

## Những người con của thành phố
- James Fitzjames, Bá tước thứ nhất của Berwick-upon-Tweed, nhà lãnh đạo quân đội, thống chế
- Antoine Meillet, nhà ngôn ngữ học đầu thế kỉ 20